# Pan ed Eco
Pan ed Eco (in svedese Pan och Echo, sottotitolato Intermezzo di danza n. 3), Op. 53a, è un intermezzo sinfonico di Jean Sibelius. Lo completò nel 1906 e diresse la prima esecuzione a Helsinki il 24 marzo 1906 con l'Orchestra della Società filarmonica di Helsinki. Lo arrangiò per pianoforte nel 1907.